# Lichnanthe rathvoni
Lichnanthe rathvoni es una especie de coleóptero de la familia Glaphyridae.

## Distribución geográfica
Habita en Nevada, California y Oregón en (Estados Unidos).